# Дудиева, Милана Тасолтановна
Мила́на Тасолтановна Дудиева (род. 4 августа 1989, Владикавказ, Северная Осетия, Россия) — российская спортсменка, боец смешанных единоборств. Выступает по ММА за спортивный клуб «Пересвет» в легчайшей весовой категории среди женщин. Помимо смешанных единоборств, она участвует в соревнованиях по дзюдо, самбо, рукопашному бою и т. д. Мастер спорта по дзюдо и борьбе на поясах.

## Биография
Родилась во Владикавказе. По национальности — осетинка. С восьми лет начала заниматься в секции по рукопашному бою. С 15 лет занималась дзюдо. В 2008 году перешла в смешанные единоборства. На ноябрь 2014 года провела 14 профессиональных боёв, из которых 11 окончились победой Дудиевой.
Первый бой по ММА провела в феврале 2009 года на турнире fightFORCE: Day of Anger, уступив Юлии Березиковой. С мая того же года стала постоянным гостем на ProFC, проведя 11 выступлений уступила только Джессике Андраде и Панни Кианзад.
В начале 2014 года Милана победила двух малоизвестных украинских соперниц и подписала контракт с UFC. В первом бою в UFC Дудиева победила Элизабет Филлипс раздельным решением судей. В апреле 2015 года проиграла техническим нокаутом Джулианне Пенья.

## Достижения
- Чемпионка ЮФО и СКФО по дзюдо,
- Серебряный призёр первенства России по дзюдо (до 23 лет),
- Победительница Кубка Мира по дзюдо.
- Чемпионка ЮФО по самбо
- Бронзовый призёр Чемпионата России по борьбе на поясах,
- Чемпионка России по рукопашному бою[3].

### Статистика в смешанных единоборствах
| Боёв 22  | Побед 12 | Поражений 10 |
| -------- | -------- | ------------ |
| Нокаутом | 4        | 4            |
| Сдачей   | 6        | 2            |
| Решением | 2        | 4            |

| Результат | Рекорд | Соперник             | Способ                        | Турнир                              | Дата             | Раунд | Время | Место                                      | Примечание                                                                 |
| --------- | ------ | -------------------- | ----------------------------- | ----------------------------------- | ---------------- | ----- | ----- | ------------------------------------------ | -------------------------------------------------------------------------- |
| Победа    | 13-10  | Сандра Лавадо        | Единогласное решение          | Invicta FC 57                       | 20 сентября 2024 | 1     | 5:00  | Канзас-Сити, Канзас, США                   |                                                                            |
| Поражение | 12-10  | Денис Гомес          | ТКО (удары коленями и руками) | Invicta FC 46: Родригес vs. 2       | 9 марта 2022     | 3     | 1:56  | Канзас-Сити, Миссури, США                  |                                                                            |
| Поражение | 12-9   | Дайана Торкуато      | Раздельное решение            | Invicta FC: Phoenix Rising Series 2 | 6 сентября 2019  | 1     | 5:00  | Канзас-Сити, Миссури, США                  | «Гран-при» Invicta. Четвертьфинальный поединок турнира в первом полуфинале |
| Поражение | 12-8   | Карина Родригес      | Раздельное решение            | Invicta FC 34: Порто vs. Гонсалес   | 15 февраля 2019  | 3     | 5:00  | Канзас-Сити, Миссури, США                  | Бой ночи                                                                   |
| Победа    | 12-7   | Кристина Маркс       | ТКО (удары)                   | Invicta FC 28: Иноуэ vs. Яндироба   | 24 марта 2018    | 2     | 3:57  | Солт-Лейк-Сити, Юта, США                   |                                                                            |
| Поражение | 11-7   | Ванесса Порто        | ТКО (удары)                   | Invicta FC 26: Майа vs. Неджвидз    | 8 декабря 2017   | 3     | 3:02  | Канзас-Сити, Миссури, США                  |                                                                            |
| Поражение | 11-6   | Мара Ромеро Борелла  | Раздельное решение            | Invicta FC 24: Дудиева vs. Борелла  | 15 июля 2017     | 3     | 5:00  | Канзас-Сити, Миссури, США                  |                                                                            |
| Поражение | 11-5   | Марион Рено          | ТКО (удары руками и локтями)  | UFC Fight Night: Мусаси vs. Холл 2  | 19 ноября 2016   | 3     | 3:03  | Белфаст, Северная Ирландия                 |                                                                            |
| Поражение | 11-4   | Джулиана Пенья       | ТКО (удары руками и локтями)  | UFC Fight Night: Мендес vs. Ламас   | 4 апреля 2015    | 1     | 3:59  | Фэрфакс, Виргиния, США                     |                                                                            |
| Победа    | 11-3   | Элизабет Филлипс     | Раздельное решение            | UFC Fight Night: Биспинг vs. Ли     | 23 августа 2014  | 3     | 5:00  | Макао, Китай                               |                                                                            |
| Победа    | 10-3   | Дарья Чибисова       | Болевой (скручивание пятки)   | ProFC 53 — Хачатрян vs. Егоров      | 6 апрель 2014    | 1     | 3:34  | Ростов-на-Дону, Ростовская область, Россия |                                                                            |
| Победа    | 9-3    | Анастасия Плисенкова | Болевой (рычаг локтя)         | Oplot Challenge 100                 | 15 февраль 2014  | 1     | 0:32  | Харьков, Харьковская область, Украина      |                                                                            |
| Поражение | 8-3    | Панни Кианзад        | Единогласное решение          | ProFC 50                            | 16 октябрь 2013  | 3     | 5:00  | Ростов-на-Дону, Ростовская область, Россия |                                                                            |
| Поражение | 8-2    | Жессика Андради      | Болевой (удушение гильотиной) | ProFC 47 — Россия vs. Европа        | 14 апреля 2013   | 2     | 4:34  | Ростов-на-Дону, Ростовская область, Россия |                                                                            |
| Победа    | 8-1    | Даниэлл Уэст         | ТКО (удары)                   | ProFC 40                            | 1 апреля 2012    | 1     | 0:24  | Волгоград, Волгоградская область Россия    |                                                                            |
| Победа    | 7-1    | Рисалат Мингбатырова | Болевой (рычаг локтя)         | ProFC — Battle on Don               | 5 августа 2011   | 1     | 0:41  | Ростов-на-Дону, Ростовская область, Россия |                                                                            |
| Победа    | 6-1    | Шейла Гафф           | Единогласное решение          | ProFC 22                            | 17 декабря 2010  | 3     | 5:00  | Ростов-на-Дону, Ростовская область, Россия |                                                                            |
| Победа    | 5-1    | Людмила Деличебан    | ТКО нокаутом (удары)          | ProFC — Commonwealth Cup            | 23 апреля 2010   | 1     | 1:16  | Москва, Россия                             |                                                                            |
| Победа    | 4-1    | Виктория Синявина    | ТКО (остановка доктором)      | ProFC — Union Nation Cup 4          | 19 декабря 2009  | 1     | 0:27  | Ростов-на-Дону, Ростовская область, Россия |                                                                            |
| Победа    | 3-1    | Екатерина Тарнавская | Болевой (прямой рычаг локтя)  | ProFC — Union Nation Cup 1          | 21 августа 2009  | 1     | 2:23  | Ростов-на-Дону, Ростовская область, Россия |                                                                            |
| Победа    | 2-1    | Зейнаб Гаурдашвили   | Болевой (удушение бульдога)   | ProFC — King of The Night 2         | 4 июля 2009      | 1     | 1:45  | Ростов-на-Дону, Ростовская область, Россия |                                                                            |
| Победа    | 1-1    | Анна Смирнова        | Болевой (прямой рычаг локтя)  | ProFC — King of The Night           | 30 мая 2009      | 1     | 2:49  | Ростов-на-Дону, Ростовская область, Россия |                                                                            |
| Поражение | 0-1    | Юлия Березикова      | ТКО (удары)                   | FightForce: Day of Anger            | 28 февраля 2009  | 1     | 4:40  | Санкт-Петербург, Россия                    |                                                                            |